# Terentia (Ehefrau Ciceros)
Terentia (* um 98 v. Chr.; † 6 n. Chr.) war die Ehefrau Marcus Tullius Ciceros.

## Leben
Über Terentias Leben informieren hauptsächlich die Briefe ihres Ehemannes an sie, seinen Bruder Quintus Tullius Cicero und seine Freunde, besonders Titus Pomponius Atticus. Schriftstücke aus ihrer Hand sind nicht überliefert. Plutarch, der 100 Jahre nach ihr lebte, beschrieb Terentia in seiner Cicero-Biographie.

### Herkunft
Terentia stammte aus der plebejischen, sehr wohlhabenden Familie der Terentier. Da Cicero mit Marcus Terentius Varro befreundet war, ist es gut möglich, dass sie mit diesem verwandt war. Von ihrem Vater ist nie die Rede. Vermutlich starb er bald nach der Geburt seines einzigen Kindes, so dass Terentias erhebliches Vermögen ihr Erbe war. Sie besaß mehrere Landgüter sowie Stadthäuser, deren Miete 80.000 Sesterzen erbrachten.  
Terentia hatte eine Halbschwester Fabia aus dem  patrizischen Geschlecht der Fabier, in das ihre Mutter nach dem Tod des Vaters eingeheiratet hatte. Fabia war die Vestalin, mit der Unzucht betrieben zu haben Lucius Sergius Catilina 73 v. Chr. bezichtigt wurde.

### Ehe mit Cicero
Schon bald nach Ciceros ersten Auftritten erkannte sie sein Potential und heiratete ihn spätestens 76 v. Chr. Ihre Mitgift von hunderttausend Denaren und die Tatsache, nun zumindest entfernt mit einer patrizischen Familie verwandt zu sein, förderten Ciceros Karriere. Da sie keine Manusehe schlossen, konnte Terentia weiterhin selbständig über ihren Besitz verfügen.
Ihre beiden Kinder waren Tullia (* 5. August zwischen 79 und 75 v. Chr.; † Februar 45 v. Chr.) und Marcus (* 65 v. Chr.), der 30 v. Chr. Konsul war.
Laut Plutarch war sie dominant, mutig und ehrgeizig. Lieber beschäftigte sie sich mit Ciceros Karriere als mit ihrem Haushalt. Ihrer Eifersucht auf Clodia, die Schwester des Publius Clodius Pulcher, schrieb Plutarch zu, dass Cicero 62 v. Chr. im Bona-Dea-Skandal gegen Clodius aussagte. Die dadurch entstandene Feindschaft des Clodius hätte 58 v. Chr. dazu geführt, dass Cicero ins Exil gehen musste. 
Es sind 24 Briefe von Cicero an seine Frau erhalten, die auf die Zeit zwischen dem 29. April 58 v. Chr. und dem 1. Oktober 47 v. Chr. zu datieren sind. Anders als viele andere Briefe Ciceros waren diese Briefe ursprünglich nicht für die Veröffentlichung geschrieben, sondern blieben wohl eher zufällig aus einem größeren Konvolut erhalten. Terentias Briefe sind überhaupt nicht erhalten, Cicero nahm in seinen Schreiben jedoch wiederholt Bezug darauf und äußerte sich lobend zu ihrem Schreibstil.
Diese Briefe verraten sowohl Terentias Anteilnahme an Ciceros politischer Karriere als auch ihren finanziellen Einsatz für ihn. Ciceros erste vier Briefe an seine Frau stammen aus der Zeit seines Exils 58 v. Chr., als ihm das Bürgerrecht aberkannt und sein Besitz konfisziert wurde. Terentia versuchte zu retten, was zu retten war. Obwohl ihre Ehe mit einem Mann, dem die Bürgerrechte aberkannt waren, offiziell nicht mehr bestand, beharrte sie darauf, seine Frau zu bleiben und unterstützte ihn, indem sie Land aus ihrem eigenen Besitz verkaufte. In dieser Zeit suchte sie Schutz bei ihrer Schwester im Haus der Vestalinnen. Ciceros Briefe an sie in der Zeit seines Exils bezeugen innige Zuneigung und Vertrauen.
Als Cicero 51 v. Chr. als Prokonsul nach Kilikien ging, begleitete Terentia ihn nicht, was wohl auch an ihrer schlechten Gesundheit lag – sie litt schon als junge Frau an Rheuma. Aus den Jahren von 50 bis 47 v. Chr. sind zwanzig weitere Briefe von Cicero an Terentia erhalten, die deutlich weniger liebevoll sind als die Briefe aus dem Exil. Dass Terentia in dieser Zeit ohne explizite Zustimmung ihres Mannes die Ehe ihrer Tochter mit Dolabella in die Wege leitete, trug gewiss mit zur Entfremdung bei. Als Cicero 49 v. Chr. nach Italien zurückkehrte, kam sie zwar zu seinem Empfang nach Brundisium, besuchte ihn aber anders als Tullia, die zeitweise aus ihrer unglücklichen Ehe zum Vater floh, während der folgenden Jahre, in denen er dort auf seine Begnadigung wartete, nicht mehr. Während Cicero in der Zeit des Bürgerkriegs Rom nicht wieder betrat, verwaltete sie seinen und ihren Besitz und versorgte ihn, war dabei jedoch weniger bereit, seinen Unterhalt aus ihrem Besitz zu finanzieren, als während seines Exils. Die immer kürzer werdenden, nichtssagenden Briefe aus diesen Jahren lassen darauf schließen, dass Cicero ihr beziehungsweise ihrem Verwalter, dem Freigelassenen Philotimos, zunehmend misstraute. Er bezichtigte sie, Geld aus Tullias Mitgift veruntreut zu haben. Im letzten Brief an Terentia vom 1. Oktober 47 v. Chr. teilte er ihr kurz vor seiner Abreise auf Brundisum nur knapp und unpersönlich seine Ankunft in Tusculum mit und forderte sie zu Vorbereitungen für ihn und seine Begleiter auf. Die Kürze dieses und der vorangehenden Schreibens wird häufig als Zeichen der Entfremdung der Eheleute gedeutet.

### Scheidung
Ende 47 oder Anfang 46 v. Chr. ließ sich Cicero von Terentia scheiden. Plutarch vermutete den Grund darin, dass Terentia Ciceros Vermögen schlecht verwaltet habe. Zudem habe ihn nur Tullia und nicht sie bei seiner Rückkehr aus Kilikien in Brundisium erwartet. Cicero bezichtigte sie in einem Brief an Plautius gar des Verrats. Eventuell hatte sie versucht, ihr Vermögen auf Kosten von Cicero in den Wirren des Bürgerkrieges zu retten. Möglicherweise kam Cicero auch nach seiner Rückkehr nicht mehr mit ihrer für Frauen im Alten Rom als unangemessen geltenden Eigenmächtigkeit zurecht, obwohl er genau diese Selbständigkeit in früheren Jahren geschätzt hatte. Auch der Streit um das Wohlergehen der Tochter und deren finanzielle Absicherung im Falle einer Scheidung von Dolabella kann zum Zerwürfnis beigetragen haben.
Ihre Mitgift musste Cicero Terentia zurückzahlen, was ihn finanziell stark belastete. Wohl auch deshalb schloss er bald nach der Scheidung eine neue Ehe mit seinem wohlhabenden Mündel Publilia. Nachdem auch diese Ehe nach Tullias Tod geschieden wurde, versuchte Cicero vergeblich Tullias Mitgift von Dolabella zurückzuerhalten, um damit seine beiden Ex-Frauen auszahlen zu können.
Für Terentia hatte die Scheidung den Vorteil, dass sie als vidua (Witwe, bezeichnet im Lateinischen auch Geschiedene) selbst über ihr Vermögen verfügen konnte und keine Sorge mehr haben musste, dass es wegen Ciceros politischen Entscheidungen konfisziert werden konnte oder sie persönliche Nachteile davon hätte. Ihrem Sohn finanzierte sie sein Studium mit den Einnahmen ihrer Mietshäuser.

### Nach der Scheidung
Über Terentias Leben nach Ciceros Tod ist nichts bekannt, außer dass sie ihren Mann um fast vier Jahrzehnte überlebte. Laut Valerius Maximus und Plinius dem Älteren soll sie 103 Jahre alt geworden sein. Die Nachricht, dass sie zuerst Ciceros Feind Sallust und später Marcus Valerius Messalla Corvinus geheiratet habe, wird von der modernen Forschung für fiktiv gehalten.